# Бои за Комсомольское
Бои за Комсомольское — одно из ключевых событий Второй чеченской войны (КТО 1999—2000 годов), ставшее последней крупной битвой в этой войне. Бои шли за предгорное село Комсомольское Урус-Мартановского района Чеченской Республики в период с 5 по 20 марта 2000 года. 

## Захват Комсомольского силами Ичкерии
К марту 2000 года потеряв контроль над большей частью территории республики, чеченские боевики оказались в постепенно сжимающемся кольце федеральных войск. Теперь у них не оставалось иного выхода, как попытаться прорваться из Аргунского ущелья в разных направлениях. Первый раз террористы попытались спуститься с гор в Комсомольское 29 февраля в предрассветные часы по руслу лежащей в глубоком ущелье пересохшей реки. Группа из 13 человек была обнаружена и обстреляна. Пятерых чеченцев мотострелки, занимавшие высоту над ущельем, уничтожили сразу. Один из пленных чеченских боевиков сообщил, что из-под Шатоя в эти горы передислоцировалась банда численностью в 500 человек, и что «арабы вместе с Хаттабом ушли куда-то на восток», как выяснилось позднее — в район Улус-Керта — Сельментаузена, где дорогу им преградила 6-я рота 76-й гвардейской воздушно-десантной дивизии (см. «Бой у высоты 776»).

Дивизионный генерал ЧРИ Р. Гелаев и уроженец села Комсомольское

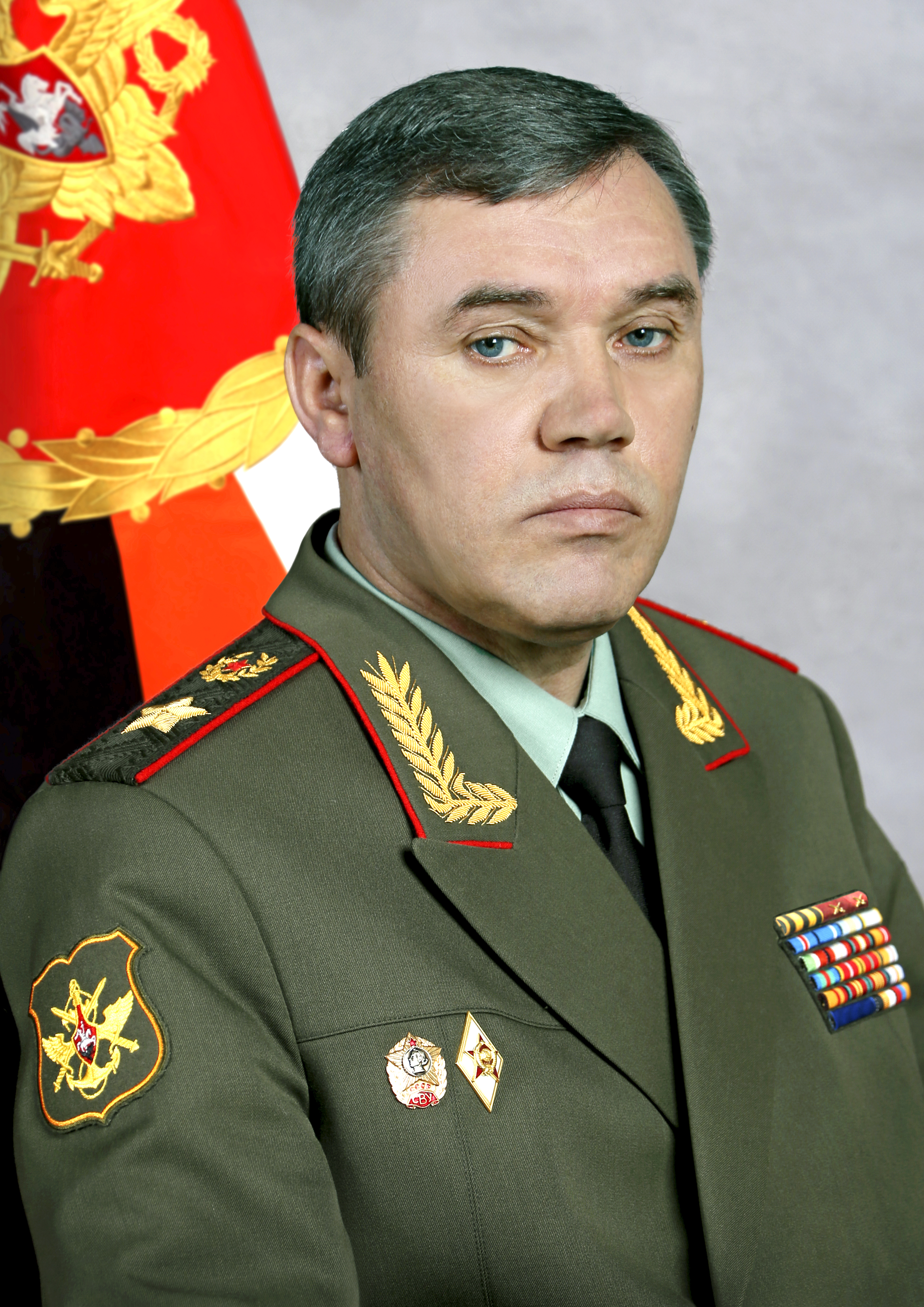
Генерал-лейтенант ВС РФ Валерий Герасимов

4 марта одна из попыток прорыва из Аргунского ущелья была предпринята отрядом полевого командира Руслана Гелаева, блокированного в районах Дачу-Борзой и Улус-Керт. Террористы использовали тактику просачивания мелкими группами, в том числе и по руслу реки Гойтан, по пояс в воде. В результате значительной части бандгрупп удалось миновать боевые порядки 503-го полка и прорваться к селу Комсомольское. Конечной целью Гелаева было объединение в своём родном селении Комсомольское разрозненных бандгрупп и захват райцентра Урус-Мартан.
Около четырёх часов утра 5 марта Гелаев повёл на штурм Комсомольского крупную группировку численностью в сотни человек. Одна группа чеченцев, сбив стоящий на лесистом склоне ущелья гранатомётный взвод, сразу пошла на село. Вторая группа атаковала мотострелковый взвод, занимавший другую высоту над ущельем. Чеченцы применили обычную для них тактику при штурме опорного пункта — более сотни защитников вели беспрерывный огонь по позициям федеральных сил, не давая поднять головы, а штурмовая группа численностью в 50 человек под прикрытием огня забиралась в гору.

Вспоминает командир 503-го мотострелкового полка Герой России подполковник Сергей Стволов:
«С октября, как нас ввели в Чечню, у меня было тридцать пять человек потерь, а ещё тридцать два солдата я потерял в Комсомольском. В самом начале „чехи“ прорвали десантников и в упор расстреляли мой взвод гранатомётчиков. А потом я потерял два танковых экипажа. Волосы до сих пор дыбом стоят… Мы стояли сверху, в предгорье, пытались не пустить подкрепление „духов“ в село. Сначала я один экипаж послал на подмогу, его подожгли, второй пошёл — тоже сгорел, как свечка. Ребята огонь на себя вызвали. И всё… В прошлую войну они менее злые были, что ли, а сейчас пёрли волнами, как в психическую атаку шли! Мы их прямой наводкой лупим, а они идут и идут. Когда отбились с трудом, сто пятьдесят их трупов нашли».
По словам зам. командующего Объединённой группировкой войск по спецоперациям генерала Григория Фоменко: «Такого мощного прорыва не ожидал никто. Да и перекрыть все предгорье, взявшись за руки, у нас возможности не было.»

### Бой танка № 812 лейтенанта Луценко
Шедшие на подмогу мотострелкам разведгруппа и танк Т-72 503-го мотострелкового полка с бортовым номером № 812 попали в засаду. Танк, в котором находился командир танкового взвода л-нт Луценко, был подбит из РПГ-7 и потерял ход, а разведгруппа, потеряв ранеными 5 человек, была вынуждена отойти назад. В течение четырёх часов экипаж подбитого танка отстреливался от чеченцев. Несмотря на заградительный миномётный огонь федеральных сил чеченцы продолжали обстреливать танк из гранатомётов и стрелкового оружия, тщетно пытаясь склонить экипаж к сдаче. Отправленные на помощь экипажу танка № 812 ещё один Т-72 и разведгруппа также попали в засаду. Второй танк подорвался на фугасе, а разведчики, вступив в бой с превосходящими силами противника, так и не смогли пробиться к подбитому танку. На исходе дня к танку № 812 наконец смогли пробиться мотострелки 503-го полка, однако было уже поздно. Когда у танка закончился боекомплект, командир танкового взвода лейтенант Александр Луценко вызвал на себя огонь артиллерии. Однако, несмотря на это, террористы всё же сумели подобраться к танку, подорвать и открыть люки. Лейтенанту Александру Луценко чеченцы отрезали голову, также был зверски убит наводчик-оператор танкового орудия. Механика-водителя чеченцы увели с собой в плен. За мужество и героизм в борьбе с террористическими формированиями в Северо-Кавказском регионе, Указом Президента Российской Федерации от 14 октября 2000 года гвардии лейтенанту Луценко Александру Алексеевичу присвоено звание Героя Российской Федерации (посмертно).

## Блокирование Комсомольского федеральными силами
Сразу же по получении информации о прорыве и захвате села, был отдан приказ о блокировании Комсомольского силами частей и подразделений Министерства обороны и внутренних войск. Днём 5 марта, чтобы блокировать защитников в Комсомольском, к селу отовсюду стали стягивать войска. Село оказалось в плотном кольце федеральных сил. Окружение уплотнялось и последующие двое суток. Село стали спешно покидать местные жители. Лагерь беженцев расположился в 200 метрах за селом.

### Попытка зачистки села 6 марта
Утром 6 марта подразделения отрядов специального назначения (отряд спецназа Министерства юстиции «Тайфун»; отряд спецназа ВВ МВД «Росич»; отряд СОБР Центрально-Чернозёмного РУБОП МВД) вошли в село, чтобы провести зачистку села от бандформирований. Этот «поход» оказался разведкой боем. Почти сразу же спецназовцы попали под шквальный огонь и вынуждены были отойти на западную окраину населённого пункта. Результатом недооценки противника стал восьмичасовой бой в окружении и гибель 11 бойцов отряда «Росич», 3 курских собровцев: майора милиции Ладыгина Олега Вячеславовича,
старшего лейтенанта милиции Алябьева Александра Алексеевича, лейтенанта милиции Тимашкова Владимира Юрьевича и лейтенанта воронежского СОБР Белова Ярослава Викторовича (посмертно награждён орденом Мужества).

Лейтенант спецназа «Росич», Герой России Яфаров Джафяс

Отряд СОБР Центрально-Чернозёмного РУБОП-УБОП МВД и отряд спецназа «Росич» лейтенанта Джафяса Яфарова продвинулись на два квартала вглубь Комсомольского и захватили укреплённый дом на перекрёстке улиц, превращённый в опорный пункт. Действия спецназовцев позволили двигающимся за ними частям закрепиться в селе. Однако сами спецназовцы оказались отрезаны огнём от основных сил. Несколько часов бойцы вели неравный оборонительный бой. Лейтенант Яфаров лично уничтожил несколько чеченцев, вынес из-под огня раненого гранатомётчика. Получил контузию и множественные ранения, но остался в строю. Когда стали кончаться боеприпасы, группа пошла на прорыв к своим, но попала под шквальный огонь с нескольких направлений и вся погибла на улицах села, полностью выполнив свой воинский долг. Лейтенант Яфаров за мгновение до смерти уничтожил огневую точку врага и попытался вынести раненного бойца, но был убит выстрелом снайпера в голову. Лейтенанту Джафясу Яфарову за этот бой было посмертно присвоено звание Героя России.

Вспоминает командир отряда спецназа Минюста «Тайфун» Герой России полковник А. Н. Махотин:
«Пятого марта на другом берегу Гойты бойцы СОБРа из Центрально-Чернозёмного региона вступили в бой и понесли первые потери. Были у них и погибшие. В тот день и нас в первый раз обстреляли, и мы получили приказ отходить. Шестого марта у соседей справа снова появились потери. Сложилась такая обстановка, что они даже не всех своих погибших смогли забрать. В первой половине дня шестого марта мы провели небольшую операцию не в селе, а в лагере жителей. После этого прорвались мы к мечети. Она стояла в самом центре Комсомольского. Переехали на другую сторону, остановились на перекрёстке… И тут неожиданно пошёл нарастающий гул стрельбы!.. Огонь пока неприцельный, пули над головами пролетают. Стрельба стремительно приближается. А на другой стороне реки война уже идёт вовсю: боевики пошли в атаку. С нашего берега нам на помощь выслали два бэтээра с пятьюдесятью бойцами по той же дороге, по которой мы входили. Но до нас они не смогли дойти. У одной машины „духовский“ снайпер механика-водителя застрелил, а на второй — командира снял. Я своему полковнику, Георгичу, как я его называл, говорю: „Всё, не надо больше никого посылать. Будем выходить сами“. Боевиков оказалось явно не тридцать человек, как первоначально говорили генералы. Поэтому теперь уже, принимая во внимание большие потери, руководство операции решало вопрос, что вообще делать дальше. По селу начала работать авиация.»
Стало ясно, что обычной «зачисткой» здесь не обойтись. Необходима крупномасштабная операция.

## Штурм Комсомольского

### Силы сторон

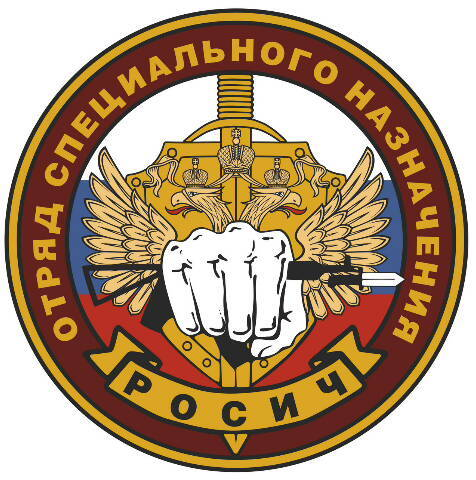
Эмблема спецназа «Росич»

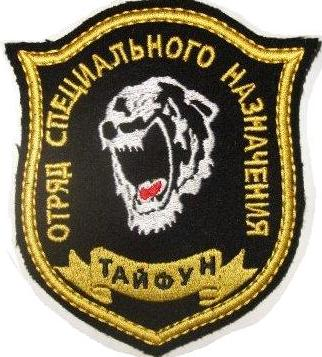
Эмблема спецназа «Тайфун»

7 марта началась операция по освобождению Комсомольского от бандформирований. Осуществлять общее руководство проведением операции командующий федеральной группировкой Г. Трошев поручил командующему группировкой «Запад» генерал-майору В. Герасимову. Непосредственно руководил операцией заместитель Трошева по внутренним войскам генерал-полковник М. Лабунец. На этот момент большинство мирных жителей покинули село. В Комсомольском остались лишь сторонники Гелаева из числа мирных жителей, решивших поддержать своего «знаменитого» односельчанина.
На момент начала штурма федеральное командование ещё не имело полной информации ни о положении дел в населённом пункте, ни о численности бандгрупп. Так, по первоначальной информации вместе с Гелаевым в село вошли не более 30 человек. Затем эта цифра возросла до 150 и оказалась далеко не окончательной. Это и определило дальнейший ход событий. Для ведения боевых действий непосредственно в населённом пункте были привлечены подразделения Министерства обороны, внутренних войск, МВД, а также отряд специального назначения Министерства юстиции «Тайфун». Общая численность федеральной группировки, задействованной в штурме Комсомольского, на 7 марта составила 816 человек. В то же время, как выяснилось впоследствии, федеральным силам противостояло более тысячи хорошо вооружённых, обученных и готовых стоять до последнего боевиков.

### Первые попытки штурма
Штурм начался рано утром 7 марта. В 5:30 федеральные силы нанесли комбинированный огневой удар по селу с применением авиации и артиллерии. В 6:30 против боевиков начато применение тяжёлых огнемётных систем «Буратино». В 7:52 подразделения федеральных сил пошли на штурм села. Начались боестолкновения на всех участках. 
Генерал Трошев: «Замечу, что огневая мощь ТОС „Буратино“ стала хорошим подспорьем в проведении операции. Высокая точность и большая эффективность стрельбы этой системы позволили достичь результатов там, где другие огневые средства оказались бессильны. Отлично зарекомендовали себя и установки разминирования (УР-77), в просторечье именуемые „Змеем Горынычем“. Обычно используемую для проделывания проходов в минных полях противника, на этот раз её применяли и для уничтожения боевиков, засевших на укрепленных позициях.»
Уже с первых дней боёв стало ясно, что лёгкой победы не будет. Несмотря на огромные потери, боевики продолжали отчаянно сопротивляться. К середине дня федеральные войска закрепились на подступах к селу и по Комсомольскому начала работать штурмовая авиация.
В течение 7 марта три танка Т-62, войдя в село, уничтожали огневые точки, расположенные в домах на его окраине, но вынуждены были отойти под огнём боевиков. Вечером 7 марта была сорвана попытка прорыва боевиков в горы. Начальник штаба группировки «Западная» полковник Владимир Кондратенко сообщил о сотне уничтоженных боевиков.

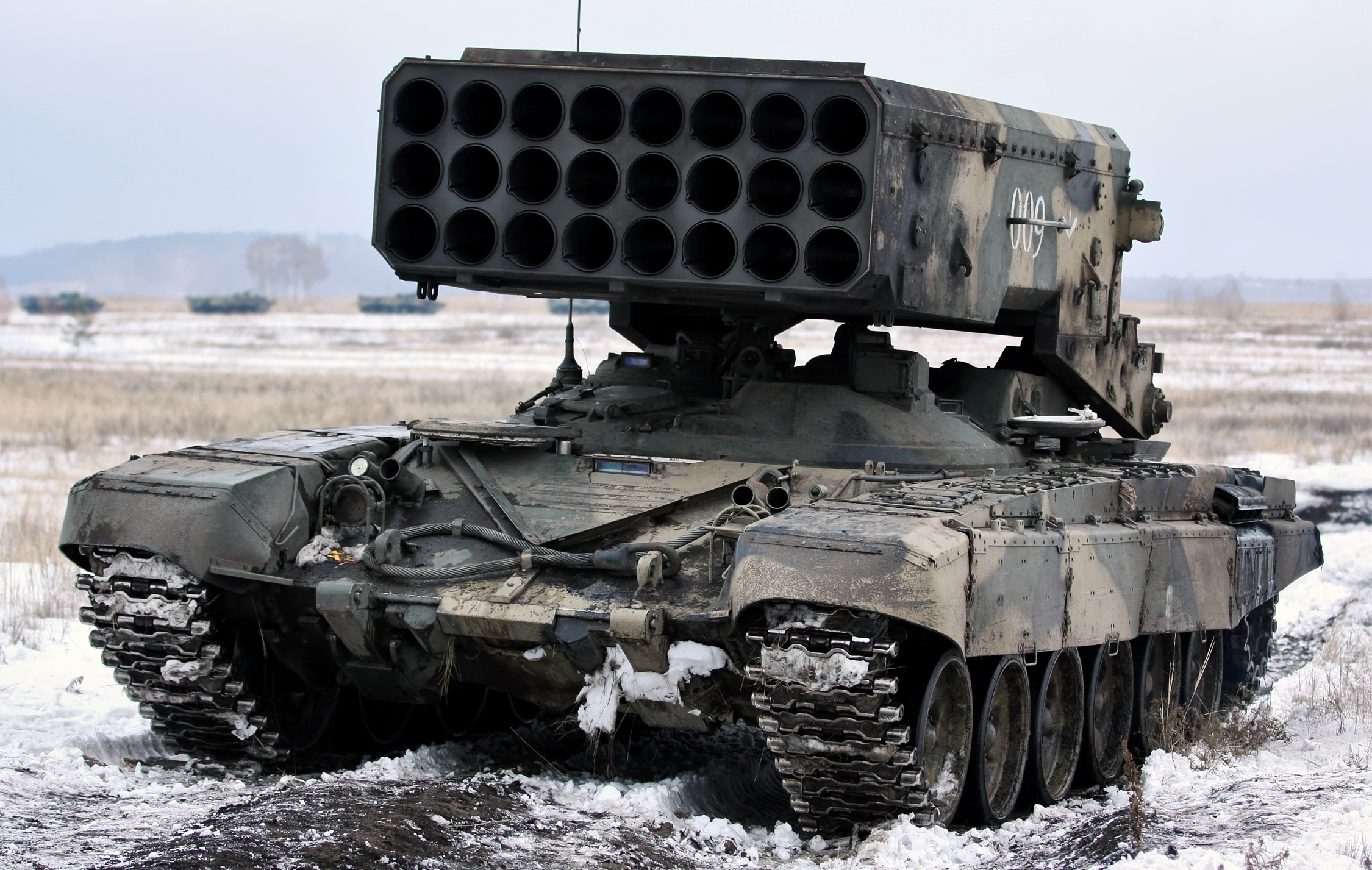
Тяжёлая огнемётная система «Буратино»

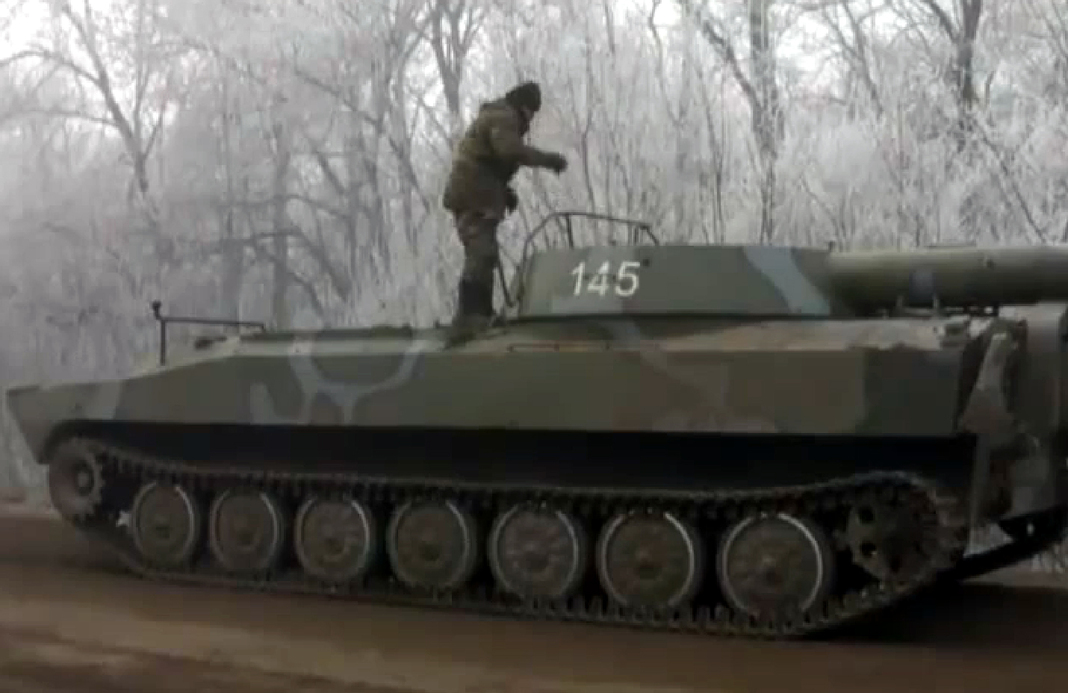
Реактивная установка разминирования УР-77

8 марта против боевиков были брошены подразделения спецназа и МВД при поддержке артиллерии (ТОС «Буратино» и УР-77). На двухкилометровом фронте против засевших в селе боевиков наступали: отряд ВВ МВД из Нижнего Тагила и сводный отряд СОБР Центрально-Чернозёмного РУБОП (св. 100 бойцов, 4 танка); отряд спецназа «Тайфун» (70 чел., 2 танка); разведотряд 33-й бригады ВВ МВД (св. 100 чел., 2 танка); 15 сотрудников патрульно-постовой службы (ППС) — всего около 300 человек с 8 танками (как предполагало командование на тот момент, численность боевиков в селении не превышала 150 чел.). Как и предыдущие попытки установить контроль над селом, штурм 8 марта заканчивается неудачей.

Как описывает попытку штурма 8 марта командир спецназа «Тайфун» полковник Махотин: 
«Доходим до первого уровня домов. Тут у нас начались потери. Погиб боец Ширяев. Его просто разорвало. Идём дальше. У кладбища река расширяется, соседи уходят в сторону, и фланг у нас остаётся открытым. Как раз в этом месте была небольшая высота, которую нам никак не обойти. Выходим на неё двумя группами. И тут началось… События разворачивались стремительно: прицельное попадание в нашего пулемётчика Володю Широкова. Он погибает. Тут же убивают нашего снайпера Сергея Новикова. Коля Евтух пытается вытащить Володю, и тут „духовский“ снайпер бьёт Коле в поясницу: у него перебит позвоночник. Ранили другого нашего снайпера. Раненых мы вытаскиваем, начинаем перевязывать. Олег Губанов пытается Широкова вытащить — опять взрыв, и Олег на меня летит сверху головой вниз. Стреляют со всех сторон!.. Опять попадание в Широкова — он горит! Нам никак не зацепиться… Отходим метров на пятьдесят, забрав троих раненых и одного погибшего. Широков остаётся лежать на высоте… На правом фланге тоже заруба идет. Докладываем о потерях. Генералитет дает всем команду отходить — по селу будет работать авиация.»
9 и 10 марта подразделения федеральных сил вновь пытались войти в село, но снова были встречены плотным огнём боевиков и, понеся потери, были вынуждены отойти на исходные позиции. 9 марта поступили доклады, что в расположенных в ущелье окраинных домах Комсомольского замечено движение. Группа обезумевших от бомбардировок или не желающих испытывать судьбу боевиков перебралась в крайние дома, чтобы с наступлением темноты попытаться прорваться в горы. К указанному месту были отправлены два танка и «Шилка», уничтожившие эту группу боевиков. Вечером в обратном направлении — с гор в село — попыталась прорваться более крупная банда. Заметив на скатах соседней горы вооружённых людей, танкисты открыли огонь. Дальность была около 2 километров. Через полчаса с КП, где работали «рэбовцы», сообщили, что по данным радиоперехвата уничтожен проводник с передовой группой. Лишившись проводника, бандиты сообщили «Ангелу» (позывной Гелаева), что в село не пойдут. В боях 9 марта федеральными силами были захвачены 11 наёмников — китайцы, арабы, иранцы. 10 марта в бою погиб начальник разведки 33-й бригады ВВ МВД майор Афанасюк. 
Полковник Махотин: "В этот день большие потери были у всех. Артиллерийской поддержки никакой, танки практически без боекомплекта. На танках боекомплект — семь-восемь снарядов. Идём в атаку с автоматами да пулемётами без артподготовки. Поэтому одиннадцатого и двенадцатого марта руководители операции снова взяли тайм-аут. "

### Перегруппировка и усиление федеральных сил
9 марта командование федеральных войск в Чечне объявило, что армия и внутренние войска «установили полный контроль над Аргунским ущельем, начиная от села Комсомольское и вплоть до грузинской границы». Тем не менее на 12 марта бои продолжались как за селение Комсомольское Урус-Мартановского района (у входа в Аргунское ущелье), так и у населённых пунктов Улус-Керт и Сельментаузен. Несмотря на значительные потери, Гелаев принял решение держать оборону до конца.
10 марта, подразделения силовых структур, участвовавшие в боях, отводятся для отдыха и укомплектовки боеприпасами. Их сменяют на передовой вновь прибывшие подразделения, в том числе части ВДВ (1 батальон 56-го гв. десантно-штурмового полка), 14-я гв. бригада спецназначения, 2-я бригада спецназначения, сводный отряд подмосковного ОМОНа, группа «Альфа» (снайперы), отряд новосибирского спецназа «Ермак», отряд спецназа УИН Минюста из Ижевска, 19-й отряд спецназа ВВ «Ермак».
11 марта поддерживаемые армейской артиллерией, танками и вертолётами части внутренних войск продвинулись в глубь Комсомольского. В плен сдались два китайца-наёмника, заявившие, что «приехали поработать в Чечню поварами — приобщиться к кавказской кухне». Все это время командование федеральных сил чуть ли не ежедневно заверяло прессу, что село будет взято в ближайшие дни, а то и часы, что основные силы уже истреблены и в огневом котле остались какие-то десятки бандитов. А потом вдруг оказывалось, что их в селении уже сотни и они пытаются контратаковать.

#### Инцидент с удмуртским спецназом
На совещание, созванное прибывшим под Комсомольское командующим федеральной группировкой генерал-полковником А. Барановым, был вызван для доклада командир отряда удмуртского спецназа УИН Ильфат Закиров. Во время доклада ст. лейтенант Ильфат Закиров был обвинён генералом Барановым в трусости, что в итоге привело к гибели ст. лейтенанта Закирова и его заместителя. Вот как этот эпизод описывается со слов генерала Баранова в книге генерала Трошева «Моя война…»: Генерал Баранов после докладов руководителей операции произвёл визуальный осмотр театра боевых действий через приборы наблюдения, в результате чего «увидел совсем иную картину: отряд специального назначения готовился к ночлегу, вытряхивая пыль из спальных мешков». По приказу генерала Баранова на командный пункт был вызван командир отряда спецназа: «Бравый старший лейтенант бодро доложил: „За сегодняшний день взяли семь домов, подавили 22 огневые точки!“ Перепроверили — оказалось, что врал старший лейтенант без зазрения совести. Пришлось Баранову брать командование отрядом на себя: „Значит так, старший лейтенант. Завтра задачу получите лично от меня. Не выполните — пойдете под суд!..“'
Генерал Трошев подводит итог: „Согласен, спецназ Минюста создавался для подавления тюремных бунтов и освобождения заложников, а не для участия в войсковых операциях. С другой стороны, последнее это дело, когда 65 взрослых, крепких мужчин, обученных, отлично экипированных и вооружённых, малодушно отсиживаются, а 19-летние армейские мальчишки идут на штурм.“
Этот же эпизод иначе описывается другим свидетелем, командиром спецназа „Тайфун“ полковником Махотиным. Всего за день до совещания удмуртский спецназ из Ижевска сменил на боевых позициях бойцов „Тайфуна“. Ст. лейтенант Закиров доложил обстановку в зоне своей ответственности. Махотин: » Перед совещанием я ему (Закирову) рассказал, что у нас происходит на позициях как оно есть — туда идти нельзя, здесь разрыв (между подразделениями) на правом фланге, отсюда боевики стреляют. А Баранов ему, не разобравшись: «Ты трус!». За Ильфата тогда вступился единственный человек, милицейский генерал Кладницкий, которого я за это лично уважаю. Он сказал примерно следующее: «Вы, товарищ командующий, неправильно ведёте себя с людьми. Нельзя так разговаривать». Я слышал, что после этого Кладницкого куда-то задвинули (в 2001 г. начальник Волго-Вятского РУБОПа генерал-лейтенант Иван Иванович Кладницкий был уволен в запас.) А Ильфат — парень восточный, для него обвинение в трусости вообще ужасно. Он, когда вернулся на позиции с этого совещания, был весь белый. Говорит отряду: «Вперёд!..». Я ему: «Ильфат, подожди, успокойся. Не лезь никуда»… Запрашиваю по рации Ильфата — не отвечает. А перед этим по рации же он мне ещё раз повторил: «Я пошёл вперёд». Выхожу к дому, куда ижевцы пошли, и вижу — стоит отряд. Спрашиваю: «Где командир?». Показывают в сторону дома. Видим — во дворе около дома лежат два тела, полностью изуродованные, одежда — в клочья. Это Ильфат со своим заместителем. Погибшие…У боевиков за домом окопы вырыты были. Ильфат со своим замом вошёл во двор, и они схватились с боевиками практически врукопашную. Нескольких боевиков Ильфат со своим замом застрелили, а оставшиеся их самих гранатами забросали. Когда генералы орали на офицеров, те по-разному реагировали на это. Кто-то, как я, например, глотал всё это. А кто-то эмоционально реагирует, как Ильфат, и погибает…"

### Взятие Комсомольского федеральными войсками

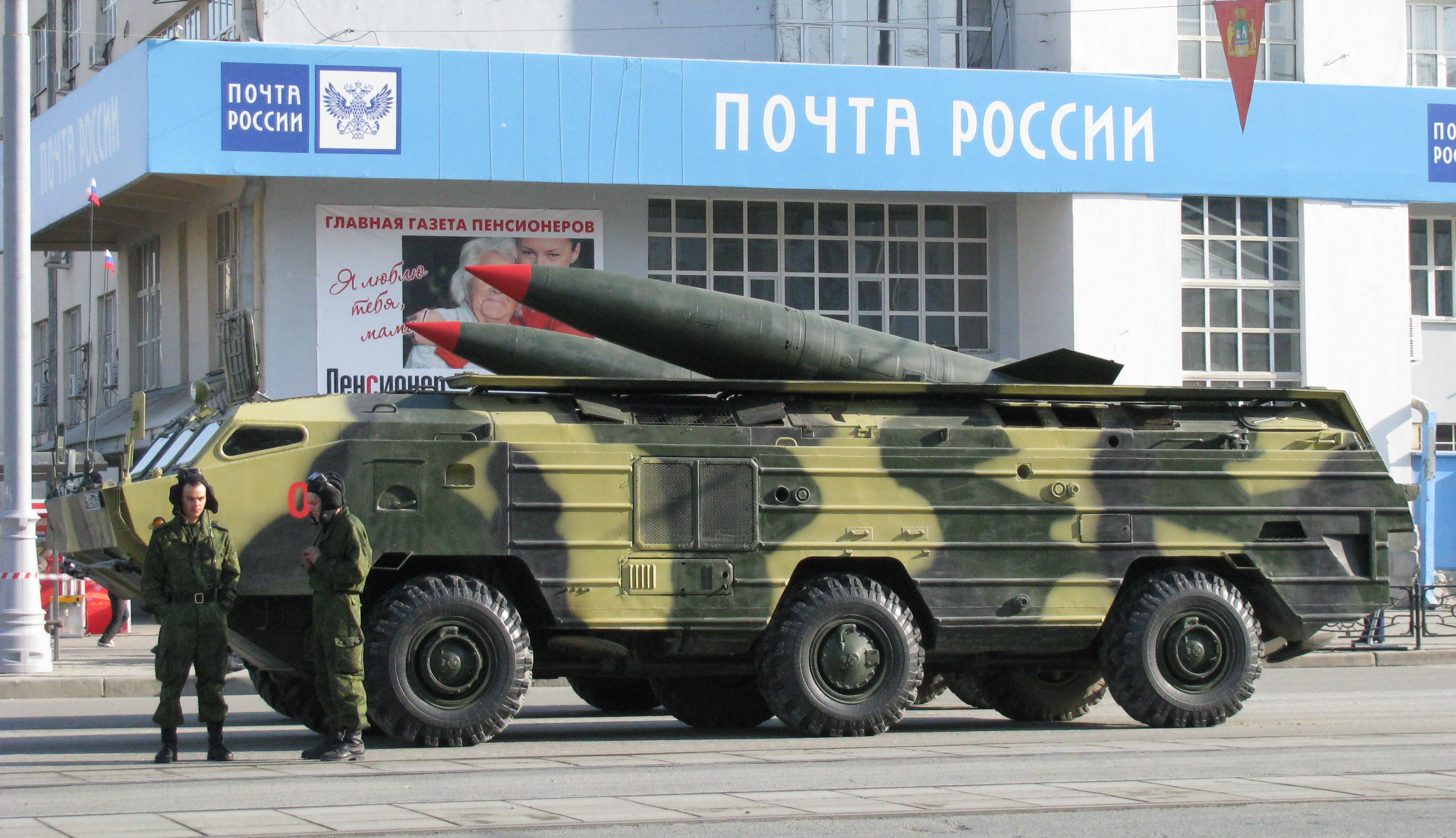
Тактический ракетный комплекс «Точка-У»

Все эти дни боевики безуспешно пытались прорвать блокаду Комсомольского. Одна из таких попыток была предпринята с целью прорваться назад в Аргунское ущелье по устью реки Гойтан. Однако к этому моменту устье оказалось уже плотно заминированным, на высотах вдоль ущелья размещено более 20 снайперов спецназа, а само ущелье было заблокировано подразделениями ВДВ. В результате ночного боя противник потерял 140 человек убитыми и лишь усугубил своё положение. Ещё одна попытка уйти из села — на стыке позиций 503-го полка и подразделения МВД — была сорвана благодаря применению оперативно-тактической ракеты «Точка-У». Зона сплошного поражения заняла площадь порядка 300 на 150 метров. Ракетчики сработали филигранно — удар пришёлся точно по бандитам, не затронув своих.
12 марта рота ВВ МВД под командованием ст. лейтенанта Геннадия Кичкайло попала под ураганный огонь, но в ходе боя смогла захватить укреплённый дом, уничтожив до 15 чеченских бойцов и захватив трофеи. 14 марта отряд ст. лейтенанта Кичкайло был атакован в селе превосходящими силами боевиков. Кичкайло приказал подразделению отходить, а сам остался прикрывать отход. В ходе боя он был тяжело ранен выстрелом из гранатомёта и, при попытке боевиков захватить его в плен, подорвал себя вместе с ними гранатами. Посмертно старшему лейтенанту Кичкайло было присвоено звание Героя России.
13 марта — федеральные силы несут потери от огня снайперов. Выпущенная из села боевиками мина упала точно в открытый люк бронетранспортёра МТ-ЛБ, стоявшего за селом на горке. МТ-ЛБ сгорел, двоих солдат ранило осколками.
14 марта в ходе боя на улице Комсомольского боевиками сожжены три бронетранспортёра. Для поддержки штурмующим подразделениям в село вошли два танка Т-62, один Т-72 и одна «Шилка». Пройдя по узкой улице и едва разминувшись с тремя горящими БТРами, танки прямой наводкой расстреляли дома, в которых засели боевики. В результате ответного огня боевиков из РПГ один танк был повреждён, ранены двое офицеров, в том числе командир батальона.
Гелаев, осознавая всю безнадёжность ситуации, непрерывно запрашивал подкреплений. На помощь ему поспешила банда полевого командира Сейфуллы — около 300 человек, но до Комсомольского она дойти не успела. Ударом артиллерии и авиации банда была разгромлена. Сам Сейфулла получил серьёзное ранение и едва избежал плена. По утверждению газ. «Спецназ России», Гелаеву в Комсомольское на помощь должен был прийти Арби Бараев, но не сделал этого, в связи с чем Гелаев объявил его своим кровным врагом.
По словам генерала Г. Трошева, 14 марта, то есть спустя неделю после начала, войсковая часть операции была завершена. Все попытки гелаевцев прорваться из Комсомольского в юго-восточном и юго-западном направлениях были пресечены действиями подразделений федеральных сил. Об этом свидетельствовало большое количество убитых на участках прорыва. Управление отрядами боевиков было полностью нарушено, остались лишь мелкие разрозненные группы, которые уничтожались огнём из танков, огнемётов и стрелкового оружия.
15 марта, как потом рассказывали коменданты Комсомольского и Алхазурово, все генералы по спутниковому телефону, как один, каждый своему начальству, докладывают: «Комсомольское взято, контролируется полностью».
Однако, по другим свидетельствам, 15 марта боевики Гелаева в Комсомольском всё ещё продолжали отчаянно сопротивляться. Напряжённость уличных боёв достигла апогея. С наступлением темноты федеральные подразделения закреплялись в занятых домах и с рассветом вновь атаковали. В ходе боя в плен был взят индийский наёмник, который на вопрос, как он оказался в рядах боевиков, сообщил, что якобы «в Дели к нему подошли бандиты и потребовали денег», а у него их «не оказалось». В итоге тот всё-таки признался, что учился в мединституте в Махачкале и согласился воевать за деньги.

16 марта, в связи с усиливающейся угрозой прорыва боевиков, на южной окраине Комсомольского федеральными силами было поставлено управляемое минное поле. 
По воспоминаниям участника событий, бойца отряда спецназа: "Мы продвинулись вдоль улицы метров на 300, засели в доме, и командир приказал нашей снайперской паре забраться на чердак, осмотреться в районе. На большой поляне над селом на юге катают танки и лупят по целям в селе, в том числе по домам на нашей улице. На наш резонный вопрос о том, знают ли танкисты, что мы здесь работаем, ответ был совсем неопределенный, типа «все под контролем»… Связались с «Лениным», а нам в ответ: «Уточните своё местоположение. По району работают „Буратино“(ТОС-1, страшная штука). Мы пытаемся дать координаты, а нас не слышат. Вот тогда комгруппы принял единственно правильное решение, ноги в руки и назад туда, откуда начинали. Только добрались до окраины, как в том месте, где сидели, сначала вспышка, потом огромное облако взрыва, „Буратино“ отработали как раз туда, где мы устроили наблюдательный пункт. А тут и СУ-25 в круг над селом встали. Связи нет. Нас то слышат, то нет…» 

### Зачистка Комсомольского
15 марта подразделения федеральных войск (Министерства обороны, внутренних войск, МВД и Минюста) начали тщательную «зачистку» села. Остатки бандгрупп приходилось выбивать буквально из каждого подвала. Подразделения федеральных сил искали бригадного генерала ЧРИ Р. Гелаева. О нём всё это время поступали самые противоречивые сведения. От пленного боевика поступило сообщение, что он ранен и 16-17 марта находился в полевом госпитале. Госпиталь разгромили, но Гелаева там не нашли, среди убитых его тоже не обнаружили. Появлявшаяся периодически информация о том, что бандит ушёл из села, опровергалась данными перехвата. Спецназ Р. Гелаева — отряд «Борз» — предпринял попытку вытащить своего командира, сумел на узком участке даже прорваться в прилегающую к селу лесополосу. Но бандитов вовремя обнаружили и нанесли мощный огневой удар. В результате группировка «Борз» была рассеяна.
16 марта отряды спецназа «Тайфун» и ярославского ОМОНа в районе школы соединились с наступающими навстречу отрядами 33-й бригады ВВ МВД. Потери федеральных сил за 16 марта — три человека погибшими, пятнадцать ранеными. В этот день погибли С. Герасимов из новгородского отряда «Русичи», В. Байгатов из псковского отряда ФСИН «Зубр» и А. Захаров из «Тайфуна».
17 марта погиб ещё один боец спецназа «Тайфун» — А. Тихомиров.
18 марта в Комсомольском новосибирский отряд спецназа «Ермак», возглавляемый подполковником Юрием Широкоступом, взял штурмом больницу, точнее, оставшийся от неё фундамент, в котором засели боевики. Утром, во время попытки взять штурмом укрепление, на отряд спецназовцев вышел отряд боевиков численностью до 150 человек, шедший на прорыв кольца окружения. Отряду спецназовцев удалось продержаться до подхода подкрепления. Группа боевиков была рассеяна огнём артиллерии. Чеченский ДОТ — бетонный подвал разрушенной больницы — был уничтожен только к концу дня совместным огнём подошедшего танка Т-72, обстрелами из РПГ и огнемётов «Шмель». В ходе этого боя спецназовцы 19-го отряда ВВ МВД «Ермак» потеряли только убитыми 8 человек, в том числе трёх офицеров — майоров Чеброва и Непомнящих и ст. лейтенанта Политина.

19 марта внутренние войска занимают дом за домом. Боевики, которым уже не на что надеяться — в их руках остаётся лишь два десятка домов в центре села, — тем не менее продолжали воевать по всем правилам; стараясь не обнаруживать себя, стреляли, пока не рассеялся дым от взрыва танковых выстрелов, и постоянно меняли позиции. Продвигаясь на север, группа спецназовцев новосибирского отряда ВВ МВД «Ермак» наступала низиной. Навстречу отрядам внутренних войск наступала группа пехоты. В пройденных домах бойцы федеральных подразделений находили десятки трупов боевиков. 
Генерал Г. Трошев: «Боевики понесли значительные потери, имели много раненых, однако под страхом плена продолжали упорно сопротивляться, вплоть до того, что даже раненые оставались на позициях. Держались бандиты в основном за счёт наркотиков. Почти в каждом доме, в каждом подвале вперемешку со стреляными гильзами валялись шприцы. В наркотическом угаре бандиты не ведали ни страха, ни боли. Бывали случаи, когда, одурев от дозы, они выбегали из укрытий, шли в полный рост в атаку и вели беспорядочный огонь, пока не получали пулю в лоб.»
В ходе «зачистки» обнаруживались всё новые и новые подтверждения, что захват Гелаевым Комсомольского был спланированной и подготовленной акцией. На кладбище обнаружили 5 гробов со спрятанным тротилом, цинки с боеприпасами и банки с американской тушёнкой, внутри вместо мяса — гранаты Ф-1.

В ночь с 19 на 20 марта остатки бандгрупп предприняли отчаянную попытку прорыва уже в северном направлении. 
Генерал Г. Трошев: "Шли в полный рост, накачанные наркотиками, по руслу ручья, хорошо различимые при свете луны. Это был марш обреченных. Конечно, далеко они не ушли. Попали под перекрёстный огонь наших подразделений. В этом ночном бою было уничтожено 46 бандитов. Среди них — так называемый помощник министра иностранных дел Ичкерии Билан Мурзабеков. При обыске убитых обнаружили два килограмма героина — вот вам и источник боевого духа. Среди захваченных в плен — две женщины-снайперши. Никто из наших в ту ночь не мог даже предположить, что впереди прорывающихся бандитов в качестве живого щита будет идти подполковник Александр Жуков — начальник парашютно-десантной подготовки и поисково-спасательной службы управления авиации Северо-Кавказского военного округа. Он был захвачен, будучи раненым, боевиками 31 января в ходе операции по спасению группы спецназа вблизи населённого пункта Харсеной в Аргунском ущелье. Сначала боевики планировали обменять его на родственника одного из полевых командиров. Но обмен не состоялся, и бандиты привели его с собой в Комсомольское. Бандиты, опасаясь растяжек и мин-ловушек, поставили пленного впереди себя. Уже в первые минуты боя охранявшие Жукова бандиты погибли. Сам он получил ранения в плечи и в колено. Упал в воду. Но, пересиливая боль, закричал: «Ребята, я свой. Подполковник Жуков!.. Помогите!»
20 марта, после провала очередной попытки прорыва, отчаявшиеся боевики начали сдаваться в плен с оружием. Всего в течение дня сдалось 88 человек, среди них было много иностранных наёмников. Федеральные войска покидают горку на юге села. Хотя в Комсомольском ещё и звучат выстрелы — бойцы внутренних войск добивали в подвалах последних боевиков — операция практически завершена. Банда Гелаева уничтожена.

### Выход Гелаева из окружения
Несмотря ни на что, Гелаеву со своим «заместителем» Хачукаевым и некоторыми приближёнными удалось уйти из Комсомольского. Полной блокады села добиться не удалось, что привело к прорыву Гелаева с костяком банды. Это произошло в результате медленного наращивания федеральной группы войск, выделенных для захвата Комсомольского и в силу плохой координации разнородных сил, задействованных в операции, со стороны штаба.

Цитаты: 
Генерал Фоменко, зам. командующего Северо-Кавказским военным округом: «Оценив сложившуюся обстановку, я принял решение перегруппировать силы и средства, плотно заблокировать Комсомольское с целью воспрещения выхода боевиков. После проведенного манёвра силами и средствами окруженные боевики не имели возможности выбраться из населённого пункта и оказывали ожесточенное сопротивление штурмовым подразделениям…Боевиков уже так прижали в центре села, что они пытались прорываться через стоящую здесь армаду техники. „
Генерал Г. Трошев, командующий Объединённой группировкой войск в Чечне: “…своевременно осуществили двойное блокирование района проведения спецоперации, что исключило возможность выхода основной части боевиков из села.»
О том, насколько плотно блокировали боевиков, свидетельствует интервью, взятое тогда у одного из них, вышедших из окружения вместе с Р. Гелаевым:
«— Как вы смогли выйти из Комсомольского, если войска образовали живой щит вокруг села? 
Лема: — Ночью, конечно. Солдат стоит на посту, идет артобстрел. Солдат стоит и всего боится: ему жить хочется. В нашем случае солдат сидел под деревом, потому что обстрел был очень сильный. Мы шли в десяти метрах от него.
— Вы уверены, что солдат вас видел? Ночь все-таки…
Лема: — Уверен, видел. Он молча передёрнул затвор, и мы тоже в ответ. Обменялись „приветствиями“ и разошлись Я понимаю это так: солдат знал, что если он выстрелит, мы его тут же убьем. А солдату эта война как таковая не нужна — ему выжить надо.»
Другое свидетельство очевидца событий — бойца спецназа:
«В то время с юго-востока на участке примерно в 3 км мы, выдвигаясь по дороге, встретили 2 БМП с отделением бойцов на каждой. Это и были силы блокирования со стороны зеленки, переходящей в предгорья. То есть с юго-востока село не блокировалось никем и это на четвёртые сутки активной фазы операции (11 марта).»
Полковник А. Махотин, командир отряда спецназа УИН Министерства Юстиции «Тайфун»: «Потом везде стали говорить: „Мы разбили Гелаева“. Но я не считаю, что мы его разбили. Над Гелаевым победы не было, раз он ушёл. А потери, которые мы понесли, были неоправданные. Вот если бы мы его уничтожили, то тогда эти потери можно было бы хоть как-то оправдать.»
Бригадный генерал Чеченской Республики Ичкерия Руслан Гелаев был уничтожен в феврале 2004 года в бою с нарядом российских пограничников. Его «заместитель», бригадный генерал Хизир Хачукаев, в 2005 году сложил оружие, распустил свою группировку и обратился к боевикам с призывом прекратить сопротивление российским властям. Амнистирован.

## Потери
По официальным данным, потери федеральных сил составили 50 человек убитыми, свыше 300 ранеными. Однако известно, что потери только 503-го мотострелкового полка составили 32 человека убитыми, 11 человек убитыми потерял отряд спецназа МВД «Росич», 10 человек — отряд спецназа УИН «Тайфун», 8 человек — отряд спецназа МВД «Ермак», 2 человека — отряд спецназа УИН Ижевска. То есть общее число погибших бойцов федеральных сил с учётом остальных подразделений может достигать 80 — 100 человек. Боевиками было уничтожено и повреждено до десятка единиц российской бронетехники.
Потери боевиков составили до 800 человек убитыми, 273 пленными. В том числе попал в плен полевой командир Салаудин Тимирбулатов по кличке «Тракторист», лично принимавший участие в расправах над российскими военнопленными и снимавший это на видеокамеру. Позднее Тимирбулатов был приговорён к пожизненному заключению. Так же было уничтожено 5 складов с боеприпасами и имуществом, 56 дотов, изъято более 800 единиц огнестрельного оружия и гранатомётов, освобождено от бандитского плена 8 военнослужащих Вооружённых сил Российской Федерации. Практически все дома в селении Комсомольское были разрушены в ходе двухнедельных боёв.
По словам бойцов спецназа, производивших зачистку села, трупы боевиков лежали через каждые 50 — 70 метров по всему селу. Со слов полковника спецназа Махотина, столько убитых боевиков в одном месте ему не приходилось видеть ни до, ни после Комсомольского.

## Оценки спецоперации
Полковник А. Махотин, Герой России, командир отряда спецназа УИН Министерства Юстиции «Тайфун»:
«Вся операция была проведена безграмотно. А ведь была возможность блокировать село по-настоящему. Население уже было выведено из села, так что можно было бомбить и обстреливать сколько угодно. И только после этого уже штурмовать. А штурмовали мы населённый пункт не теми силами, которые должны быть по всем правилам тактики. Нас должно было быть в четыре-пять раз больше, чем обороняющихся. Но нас было меньше, чем обороняющихся. Позиции у боевиков были очень хорошие: они находились выше нас, а мы шли снизу вверх. Стреляли они по нам с заранее подготовленных позиций из-за каждого угла. На тех танках, которые были нам приданы, практически не было боеприпасов — по семь-восемь снарядов на танк. Танки Т-80 нам прислали только числа двенадцатого. Огнемёты „Шмель“ появились примерно дней через десять боёв. Общее командование сначала осуществлял генерал из Внутренних войск (генерал ВВ МВД, будущий комендант Чечни Григорий Фоменко), из дивизии особого назначения „Дон-100“. Потом командовал комендант Урус-Мартана, потом командующий Внутренними войсками генерал-полковник Лабунец, знакомый нам по Дагестану. Позже приехал командующий группировкой генерал Баранов. Но добрые слова я могу сказать только о генерале-лейтенанте Кладницком из МВД (Иван Иванович Кладницкий, начальник РУБОП Нижегородской области). Это был человек, который по-настоящему понимал, что там реально творится. И ещё одно точно могу сказать — солдаты-срочники проявили себя геройски. Не видел я ни одного случая трусости. Это были трудяги. Но жалели их только взводные и другие офицеры такого уровня. А генералы их не жалели. У них была главная задача: чтобы их самих не вздрючили. И при случае, может быть, и высокую награду получить. С одной стороны, не научились они в академиях тактике ведения боевых действий. А с другой стороны, желание нахрапом получить высокие награды и отчитаться вовремя было заметно невооружённым глазом. Не трусы были наши генералы. Но и не полководцы.»
Генерал Г. Трошев, Герой России, командующий ОГВ в Чечне:
«К сожалению, многое в этой операции было достигнуто не только „благодаря“, но и „вопреки“. В частности, не лучшим образом сказалось на управлении частями и подразделениями то, что место для полевого пункта управления (ППУ) руководителя операции изначально было выбрано неудачно. Большие трудности возникали и вследствие неудовлетворительного состояния и неукомплектованности средствами связи как мелких подразделений, так и оперативного звена. Усугублялось это практически полным отсутствием дисциплины связи. Большинство сведений, независимо от степени их важности, передавалось открытым текстом. Это позволяло боевикам перехватывать информацию и своевременно реагировать на действия войск, а во многих случаях и упреждать их. Однако глубокое заблуждение считать, что в ходе операции то и дело случались ошибки и недочеты. Да, ошибки были, и я говорю о них с предельной откровенностью. И все-таки ход всей операции подтвердил подавляющее преимущество федеральных сил над банд-формированиями. Захватив сразу инициативу, мы не упускали её до победного завершения. А ведь нельзя забывать, что боевые действия велись с превосходящими силами противника. Соотношение в живой силе явно не в нашу пользу. Однако мы сумели компенсировать это преимущество тактическим мастерством.»
Генерал Г. Фоменко, зам. командующего Северо-Кавказским округом внутренних войск:
«В этом населённом пункте большинство жителей поддерживало НВФ или входило в них. Руслан Гелаев тоже был местным уроженцем и являлся одним из наиболее беспощадных чеченских полевых командиров, возглавляя крупную бандгруппу. Затем, оценив толщину стен домов и подвалов, я понял, что многие здания возводились как крепости. По всей видимости, так было задумано при строительстве.»
По словам генерала Трошева «спецоперация в Комсомольском, завершившаяся полным разгромом бандитов,
стала, по сути, последним крупным сражением второй чеченской войны, достойно
венчала активную войсковую фазу контртеррористической операции.»

## Хронология сражения
- 5 марта 2000 — в блокированное федеральными войсками село Комсомольское с южной окраины (позиции 503-го мотострелкового полка (19 мсд)) ночью прорвались до 600 боевиков[27].
- 6 марта 2000 — рано утром начинается зачистка села бойцами 7-го ОСН ВВ «Росич» и сотрудниками сводного отряда СОБР Центрально-Чернозёмного РУБОП МВД России. Предполагалось, что к ранее окружённым пробились ещё несколько десятков боевиков. Однако уже в первые часы зачистки разгорелся ожесточённый бой, свидетельствовавший о том, что в село вошла и закрепилась крупная группировка. Результатом недооценки противника стал восьмичасовой бой в окружении и гибель 11 бойцов отряда «Росич»[11], 3 курских собровцев[12]: майора милиции Ладыгина Олега Вячеславовича, старшего лейтенанта милиции Алябьева Александра Алексеевича, лейтенанта милиции Тимашкова Владимира Юрьевича и лейтенанта воронежского СОБР Белова Ярослава Викторовича (посмертно награждён орденом Мужества). Посмертно лейтенанту Яфарову (1-я ГСН 7-го ОСН «Росич») присвоено звание Герой России.
- 7 марта 2000 — осознав свою ошибку в определении численности боевиков и их боеспособности, федеральное командование принимает решение о проведении специальной операции. Осуществлять общее руководство её проведением поручили и. о. командующего группировкой «Запад» генерал-майору Герасимову. Непосредственно руководил операцией генерал-полковник Лабунец[1].
- 8 марта 2000 — были обезврежены 22 боевика считавшегося элитным подразделения «Борз» под командованием Х. Исламова. Этот отряд был известен своей жестокостью и ненавистью по отношению к российским военнослужащим. В этот день в бою с боевиками понес потери сводный отряд СОБР Центрально-Чернозёмного РУБОП МВД России, погиб оперуполномоченный СОБР УБОП УВД Брянской области, капитан милиции Труханов Виктор Федорович, а оперуполномоченный СОБР УБОП УВД Брянской области, капитан милиции Колесников Сергей, получил тяжелое ранение в шею.
- 9 марта 2000 — федеральными силами задержаны 11 иностранных наёмников. В их числе два китайца, арабы и иранцы[28].
- 10 марта 2000 — появились данные, что Руслан Гелаев с группой около 100 боевиков смог вырваться из блокированного федеральными войсками Комсомольского и находится в районе селений Чишки — Дуба-Юрт[29].
- 16 марта 2000 — в южных районах Чечни боевые действия переместились в Шаро-Аргун. Бои шли за контроль над стратегическими высотами в Шаройском районе.
- 18 марта 2000 — в ходе очередной зачистки погибли 8 бойцов 19-го ОСН ВВ «Ермак» г. Новосибирск (в/ч 6749)[23].
- 19 марта 2000 — при проведении блокирования боевиков, пытавшихся вырваться из села Комсомольское в юго-западном направлении, погиб начальник отделения СОБР УБОП УВД Брянской области, подполковник милиции Шкурный Валерий Иванович (Герой России Посмертно). Спасая раненых солдат, погиб, накрыв своим телом гранату.
- 20 марта 2000 — в 4 часа утра группа боевиков предприняла неудачную попытку прорыва в северном направлении. В ходе боя убиты 46 боевиков, в том числе полевой командир Мухабеков, который являлся помощником министра иностранных дел Ичкерии Ильяса Ахмадова[30]. В тот же день полковник милиции Ващук Виктор Иванович, командир СОБР Западно-Сибирского РУБОП при УВД Новосибирской области, после четырёх суток сражения с участием его подчинённых отправился в одиночку без оружия на переговоры с заблокированными чеченцами и убедил 117 боевиков сложить оружие и сдаться[31].
- 24 марта 2000 — министр обороны России Игорь Сергеев заявил о зачистке деревни и о 20 или 50 боевиках, засевших в руинах и продолжающих сопротивление.

## Факты
- В составе федеральных сил были задействованы отделы специального назначения, в том числе спецподразделение «Ястреб».
- По итогам прошедших через неделю после штурма Комсомольского, 26 марта 2000 г., выборов Президента России, 80 % избирателей разрушенного села Комсомольское проголосовали за В. В. Путина (в среднем по России за Путина проголосовало 53 % избирателей)[14].

«Через неделю, двадцать шестого марта 2000 года, состоялись выборы Президента Российской Федерации. И жители села Комсомольского, которое мы „геройски“ стёрли с лица земли, тоже голосуют в одной из школ Урус-Мартана. И нам, отряду „Тайфун“, оказывают честь обеспечивать безопасность именно этого избирательного участка. Мы его заранее проверяем, с ночи выставляем охрану. Появляется глава администрации Комсомольского. Он был свидетелем того, как мы ни одного целого дома в селе не оставили, включая его собственный дом…Приезжаю к вечеру, чтобы забрать избирательную урну. Хотя поздно вечером передвигаться по Урус-Мартану было опасно, но на ночь оставлять урну и охранять её в участке было ещё опасней. В соответствии со всеми демократическими процедурами опечатанную урну в сопровождении бронетранспортёра мы благополучно доставили в комендатуру. Результат выборов по этому участку сразил всех наповал. Восемьдесят процентов голосов — за Путина, процентов десять — за Зюганова. И процента три — за чеченца Джебраилова. И могу свидетельствовать, что никаких признаков фальсификаций на участке не было. Так проголосовали главы чеченских родов Комсомольского. Вот такие вот расклады…»
- Во время последней попытки прорыва боевиков из села, в ночь с 19 на 20 марта, был освобождён начальник поисково-спасательной и парашютно-десантной службы Северо-Кавказского военного округа, Герой России, подполковник Александр Жуков. Он был захвачен в плен 31 января 2000 года при проведении поисково-спасательной операции[32][33].

### Комментарии
1. ↑  Алексей Ширяев был военнослужащим отряда ФСИН «Зубр»[16]